# Ortueri
Ortueri là một đô thị ở tỉnh Nuoro ở vùng Sardinia của Italia, tọa lạc cách khoảng 90 km về phía bắc của Cagliari và cách khoảng 45 km về phía tây nam của Nuoro. Tại thời điểm ngày 31 tháng 12 năm 2004, đô thị này có dân số 1.379 người và diện tích là 39 km².
Ortueri giáp các đô thị: Austis, Busachi, Neoneli, Samugheo, Sorgono, Ulà Tirso.